# Gerd Brantenberg
Gerd Mjøen Brantenberg, née le 27 octobre 1941, est une autrice et enseignante féministe norvégienne.

## Biographie
Brantenberg naît à Oslo, mais grandit à Fredrikstad. Elle étudie l'anglais, l'histoire et la sociologie à Londres, Édimbourg et Oslo. Elle est titulaire d'un hovedfag d'anglais (l'équivalent d'un Master) de l'université d'Oslo, où elle étudie également l'histoire et les sciences politiques. Elle travaille comme chargée de cours dans des lycées norvégiens et danois, et occupe des postes au sein du syndicat des lecteurs (Norsk Lektorlag) et de l'Association des écrivains de Norvège.
De 1972 à 1983, elle travaille à la Maison des Femmes à Oslo. Elle est membre du conseil d'administration de la première association norvégienne pour les personnes homosexuelles Forbundet av 1948, le précurseur de l'Association norvégienne pour la libération des gays et lesbiennes. Elle crée des refuges pour femmes et travaille au sein du Lesbisk bevegelse (mouvement lesbien) à Oslo et à Copenhague. En 1978, elle fonde un Forum littéraires des femmes dans le but d'encourager les femmes à écrire et à publier.
Depuis 1982, elle est écrivaine à plein temps. Elle a publié 10 romans, 2 pièces de théâtre, 2 traductions et de nombreuses chansons politiques, et a contribué à de nombreuses anthologies. Son roman le plus célèbre est Egalias døtre (Les Filles d’Égalie), publié en 1977 en Norvège. Dans le roman, le  féminin est défini comme le sexe normal et le sexe masculin comme le sexe anormal et assujetti. Tous les mots qui sont normalement au masculin sont donnés au féminin, et vice versa.

### Vie privée
Dans les années 1970, Brantenberg est en couple avec l'écrivaine danoise Vibeke Vasbo (en) qui l'a rejointe à Oslo en 1974.
Elle est la cousine de l'animateur de radio et de télévision Lars Mjøen (en).

## Prix et distinctions
Gerd Brantenberg reçoit la dotation Mads Wiel Nygaards (en) en 1983.
En 1986, elle est lauréate du prix littéraire danois « Thitprisen », du nom de l'autrice danoise Thit Jensen.
En 1989, elle est lauréate du Sarpsborgprisen (no).

## Œuvres

### Roman publié en français
- Egalias døtre (1977) Les Filles d’Égalie, traduit par Jean-Baptiste Coursaud, Paris, Zulma, 2022, 380 p.  (ISBN 979-10-387-0001-7) ; réédition, Paris, Zulma, coll. « Z/a », 2023, 432 p.  (ISBN 979-10-387-0169-4)

### Romans publiés en anglais
- Egalia's Daughters (Seattle, 1986)
- What Comes Naturally (London, 1986)
- The Four Winds (Seattle, 1996)